# Вокзал Олд-Делі
Вокзал Олд-Делі (англ. Old Delhi Railway Station або Delhi Junction Railway Station, гінді पुरानी दिल्ली रेलवे स्टेशन, урду پُرانی دلّی ریلوے سٹیشن, код станції: DLI) — найстаріший залізничний вокзал Делі, збудований британцями в стилі Червоного форту. Вокзал розташований в центрі міста та доповнює собою Вокзал Нью-Делі.